# نادژدا ماندلشتام
نادژدا یاکولوونا ماندلشتام ( روسی: Надежда Яковлевна Мандельштам، IPA: [nɐˈdʲeʐdə ˈjakəvlʲɪvnə mənʲdʲɪlʲˈʂtam]; با نام پیشین خازینا [Хазина]؛ زادهٔ ۳۰ اکتبر ۱۸۹۹ [۱۸ اکتبر به تقویم قدیم] – درگذشتهٔ ۲۹ دسامبر ۱۹۸۰) نویسنده، مترجم، آموزگار، زبان‌شناس و خاطره‌نگار یهودی‌تبار روس بود.
او نویسنده‌ی دو کتاب خاطره‌نگاری درباره‌ی زندگی‌اش با همسرش اوسیپ ماندلشتام در دوران رژیم سرکوبگر استالینی است: امید علیه امید (۱۹۷۰) و امید رها شده (۱۹۷۴)، که هر دو برای اولین بار در غرب به زبان انگلیسی و با ترجمه‌ی مکس هیوارد منتشر شدند. کتاب امید علیه امید در سال 1393 توسط بیژن اشتری به فارسی ترجمه شد و توسط انتشارات ثالث به چاپ رسید.

## سال‌های آغازین و تحصیلات
نادژدا یاکوولِونا خازینا در ۳۰ اکتبر ۱۸۹۹ در شهر ساراتوف در جنوب روسیه، در خانواده‌ای یهودی از طبقه‌ی متوسط به دنیا آمد.
پدرش، یاکوف آرکادیویچ خازین، وکیل رسمی دادگستری و یهودی‌ای تغییردین‌داده بود که پسر خایم-آرون خازین، یکی از سربازان کانتونی اهل یامپیل، به‌شمار می‌رفت. او مردی تحصیل‌کرده بود که در رشته‌های ریاضیات و حقوق آموزش دیده و حرفه‌ی وکالت را برگزیده بود. درآمد او برای گذران زندگی خانواده کافی بود. مادرش، ورا یاکوولِونا خازینا، از نخستین زنانی بود که در اتحاد جماهیر شوروی دوره‌ی آموزش پزشکی را به پایان رساندند.
به روایت خود نادژدا در خاطراتش، خانواده‌اش هنگام تولد او با مشکلات مالی روبه‌رو بودند. کشیشی به والدینش توصیه کرده بود که نامش را «نادژدا» (به معنای «امید») بگذارند. به گفته‌ی او، این پیش‌بینی به‌زودی محقق شد: خانواده به‌سبب کار پدر به کی‌یف نقل مکان کردند و وضعیت مالی‌شان بهبود یافت.
نادژدا کوچک‌ترین فرزند خانواده بود. سه خواهر و برادر بزرگ‌تر داشت: دو برادر به نام‌های الکساندر (۱۸۹۲–۱۹۲۰) و یِوگِنی (۱۸۹۳–۱۹۷۴)، و یک خواهر بزرگ‌تر به نام آنا (۱۸۸۸–۱۹۳۸). هر دو برادر به‌طور داوطلبانه به ارتش سفید پیوستند. گفته می‌شود الکساندر در ۲۸ سالگی درگذشت، در حالی که یِوگِنی ۸۰ سال عمر کرد. او دقیقاً شش سال پیش از تولد نادژدا به دنیا آمد و شش سال پیش از او نیز درگذشت.
خانواده‌ی خازین از وضعیت مالی نسبتاً مناسبی برخوردار بودند و نادژدا در کودکی برای درمان بیماری‌های مکررش، بارها به اروپا سفر کرد. بین سال‌های ۱۹۰۵ تا ۱۹۱۴ به سوئیس رفت و دو سال در آنجا زندگی کرد. همچنین به آلمان، فرانسه، ایتالیا و سوئد سفر کرد. این سفرها به او امکان داد زبان‌های فرانسوی و آلمانی را بیاموزد و با زبان انگلیسی نیز آشنا شود.
خانواده به‌صورت مذهبی یهودیت را اجرا نمی‌کردند و بیشتر مناسبت‌های مسیحیت ارتدوکس روسی را برگزار می‌کردند. آنان بعدها به مسیحیت گرویدند. خانواده برای ادامه‌ی کار پدر به کی‌یف مهاجرت کردند؛ شهری که فرصت‌های فرهنگی و آموزشی بیشتری نسبت به ساراتوف داشت. نادژدا در آنجا به مدرسه رفت و پس از اتمام دبیرستان (ژیمنازیوم)، به تحصیل هنر پرداخت.
نادژدا در محیطی رشد یافت که از قیدهای سنتی آموزش و انتظارات اجتماعی آزاد بود و در پرتو محبت و حمایت پدر و مادر، توانست استعدادها و علایق فردی خود را دنبال کند. پدرش به‌ویژه روحیه‌ی سرکش او را تشویق می‌کرد، او را از سلطه‌ی پدرسالارانه محافظت می‌نمود و ترغیبش می‌کرد تا مسیر خودش را برگزیند. همین تربیت، موجب شد نادژدا ارزش‌های متعارف درباره‌ی زنانگی را رد کند.

## زندگی شخصی
در دوران جوانی، نادژدا در استودیوی الکساندرا اکستر، هنرمند پیشرو آوانگارد، تحصیل می‌کرد و خود را در محافل هنری مدرنیستی غوطه‌ور ساخت. او تصویر ایده‌آلیزه‌شده‌ی زنان که در طبقات بالای جامعه ترویج می‌شد را رد می‌کرد و به صراحت جنسی، روابط آزاد، و دوستی‌هایی بر پایه‌ی راحتی و رفاقت گرایش داشت. نادژدا نسل خود را مسئول فروپاشی نهاد ازدواج می‌دانست و این را نوعی دستاورد تلقی می‌کرد. از نگاه او، روابط آزاد گاه پیوندهایی استوارتر از ازدواج‌های متعارفی پدید می‌آورد که بر پایه‌ی دروغ بنا شده‌اند.
با وجود بی‌علاقگی‌اش به بچه‌دار شدن، روایت‌های شفاهی از آناهیتا خداوِردیان نشان می‌دهد که او و اوسیپ ماندلشتام هر دو میل عمیقی به داشتن فرزند داشته‌اند. خداورديان همچنین اشاره می‌کند که نادژدا به‌طور خاص آرزوی داشتن پسری را در دل می‌پروراند.
به گفته‌ی هم‌دوره‌ای‌هایش، ظاهر و رفتار نادژدا خلاف عرف زمانه بود. ایرینا ادوویِتسِوا در خاطرات خود، دیداری را توصیف می‌کند که همراه با همسرش گئورگی ایوانف (شاعر و مقاله‌نویس روس) به خانه‌ی ماندلشتام‌ها رفته بودند. در این دیدار، نادژدا را در حال بازگشت از فروشگاه چنین توصیف می‌کند: «با کت‌وشلوار قهوه‌ای، موهای کوتاه، و سیگاری میان دندان‌ها» — ظاهری که در آن دوران برای زنان بی‌سابقه بود. نادژدا ماندلشتام بعدها در خاطرات خود این روایت را رد می‌کند و می‌نویسد که در آن موقع، در واقع لباس خواب راه‌راه معمولی به تن داشته است.
ادوویتسوا می‌نویسد که گئورگی ایوانف از دیدن ظاهر نادژدا بهت‌زده شد و ابتدا گمان برد که با جوانی روبه‌روست و نمی‌دانست آیا باید دست او را ببوسد یا نه. حتی همسرش، اوسیپ ماندلشتام، نیز ظاهر او را نمی‌پسندید و ظاهراً به نادژدا گفته بود: «بس کن از دزدیدن کت‌وشلوارهای من؛ همون‌طور که منم توی لباس‌های تو جا نمی‌گیرم.»
ایرینا ادوویِتسِوا درباره‌ی این ماجرا چنین نظر می‌دهد که در واقع این نادژدا ماندلشتام بود، نه مارلنه دیتریش، که «نخستین زنی بود که شلوار پوشید» — و دیتریش فقط سال‌ها بعد با این شیوه به سنت‌های زنانه‌ی پوشش چالش کشید. سبک پوشش نادژدا صرفاً یک انتخاب زیباشناختی نبود، بلکه بخشی از رویکردی انقلابی به زندگی بود. 